# Liburniella fasciatella
Liburniella fasciatella är en insektsart som beskrevs av Henry Fairfield Osborn 1935. Liburniella fasciatella ingår i släktet Liburniella och familjen sporrstritar. Inga underarter finns listade i Catalogue of Life.